# Mattertal
Mattertal / Nikolaital (detta anche Valle di Zermatt / Valle di Sankt Niklaus ) è una valle laterale della valle del Rodano nel Vallese svizzero.

## Geografia
La valle scende dal Cervino ed è percorsa dal fiume Matter Vispa, affluente del Vispa all'altezza di Stalden. Dal punto di vista orografico la valle separa nelle Alpi Pennine le Alpi del Weisshorn e del Cervino ad ovest dalle Alpi del Mischabel e del Weissmies ad est. Da Visp si dirama sulla sinistra orografica della valle del Rodano la Vispertal la quale, all'altezza di Stalden, si divide in due: la Saastal (Valle di Saas) e la Mattertal.

### Orografia

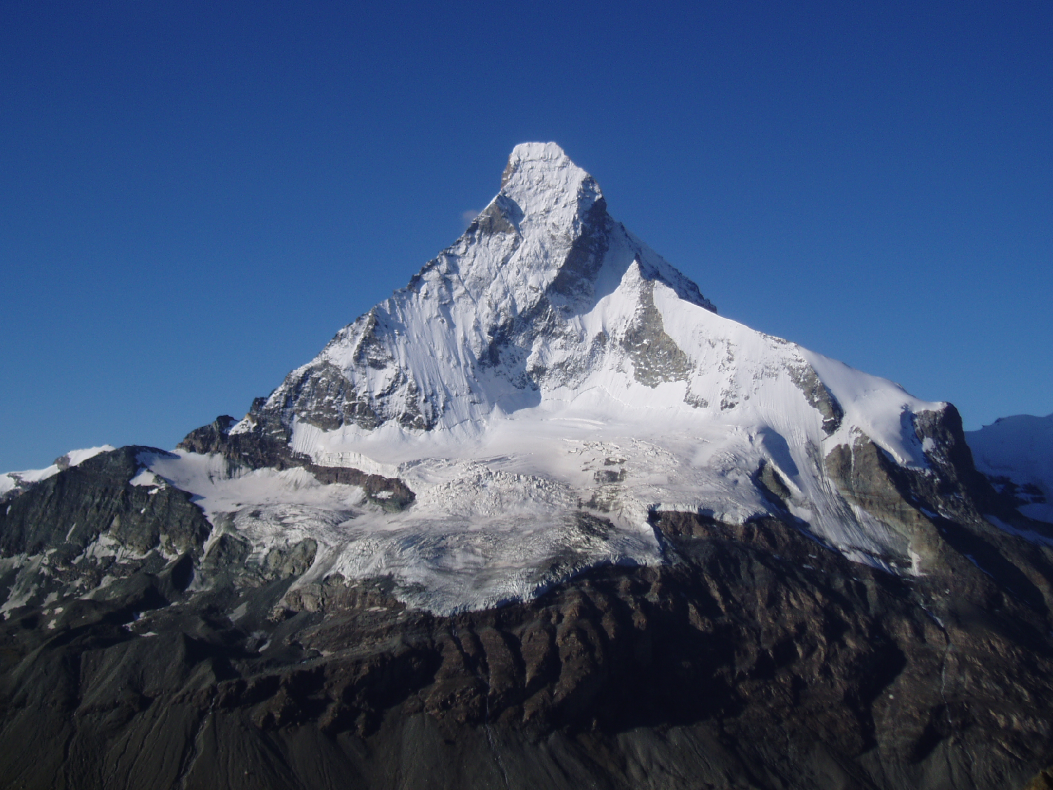
Cervino, parete nord

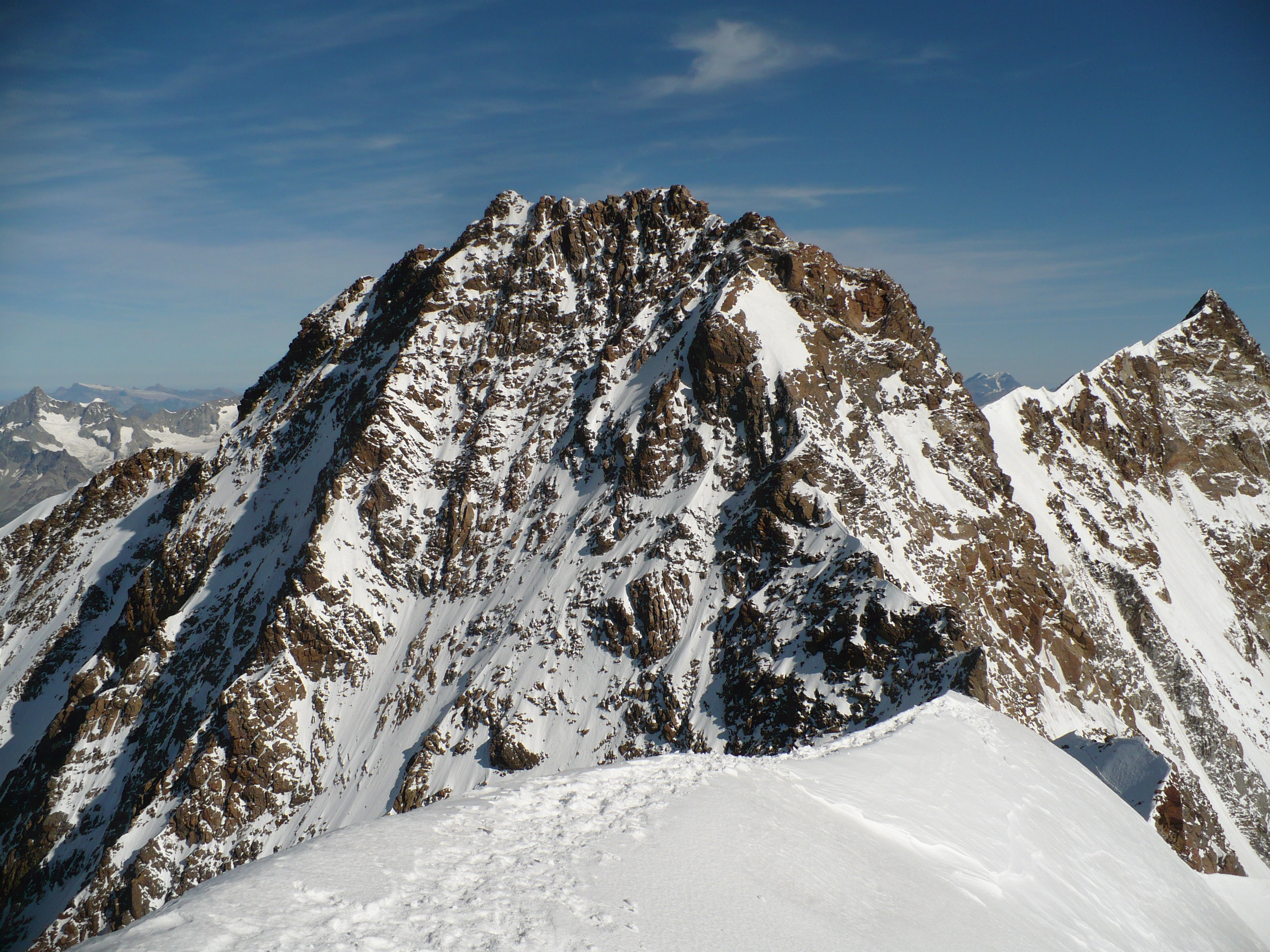
Monte Rosa (Punta Dufour)

La valle è contornata da molte vette alpine, diverse delle quali superano i 4.000 metri. Un elenco largamente incompleto è il seguente:
- Punta Dufour - 4.634 m
- Punta Nordend - 4.609 m
- Punta Zumstein - 4.563 m
- Punta Gnifetti - 4554 m
- Dom - 4.545 m
- Lyskamm - 4.527 m
- Weisshorn - 4.505 m
- Taschhorn - 4491 m
- Cervino - 4.477 m
- Punta Parrot - 4.432 m
- Dent Blanche - 4357 m
- Nadelhorn - 4.327 m
- Lenzspitze - 4.294 m
- Castore - 4.228 m
- Zinalrothorn - 4221 m
- Alphubel - 4.206 m
- Rimpfischhorn - 4.199 m
- Strahlhorn - 4.190 m
- Dent d'Herens - 4173 m
- Breithorn - 4160 m
- Bishorn - 4.153 m
- Polluce - 4.092 m
- Obergabelhorn - 4.063 m
- Wellenkuppe - 3.903 m
- Piccolo Cervino - 3.883 m
- Brunegghorn - 3.838 m
- Balfrin - 3.796 m
- Barrhorn - 3.610 m
- Oberrothorn - 3.414 m
- Gornergrat - 3.130 m

### Passi alpini

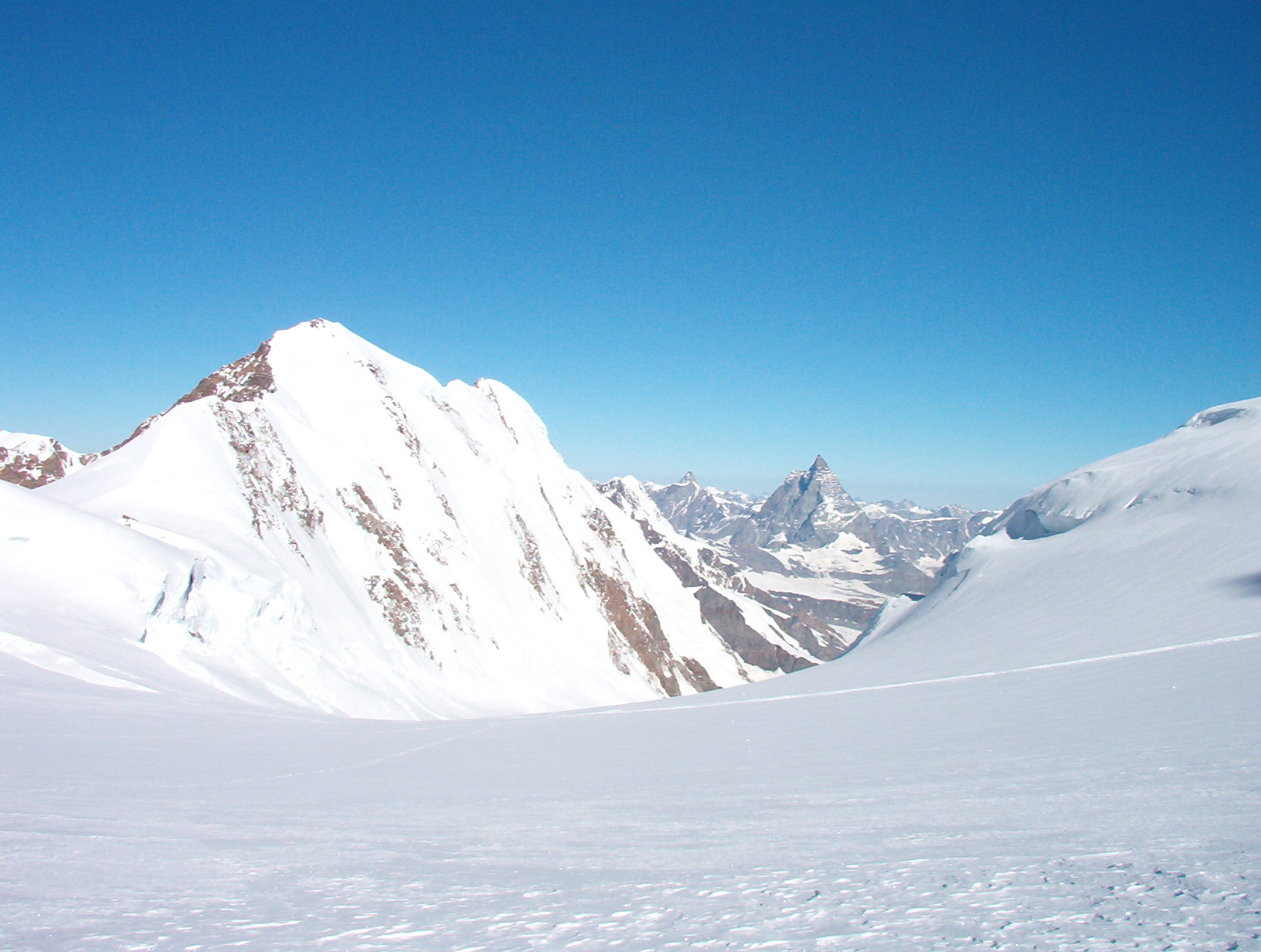
Colle del Lys

È congiunta con le valli italiane che si dipartono dal massiccio del monte Rosa tramite passi alpini molto elevati e che hanno avuto notevole importanza storica:
- il Colle di Valpelline con la Valpelline
- il Colle del Teodulo con la Valtournenche
- lo Schwarztor (o Porta Nera) con la val d'Ayas
- il Colle del Lys con la valle del Lys
- il Colle Sesia con la Valsesia
- il Passo del Nuovo Weisstor con la Valle Anzasca.

### Ghiacciai

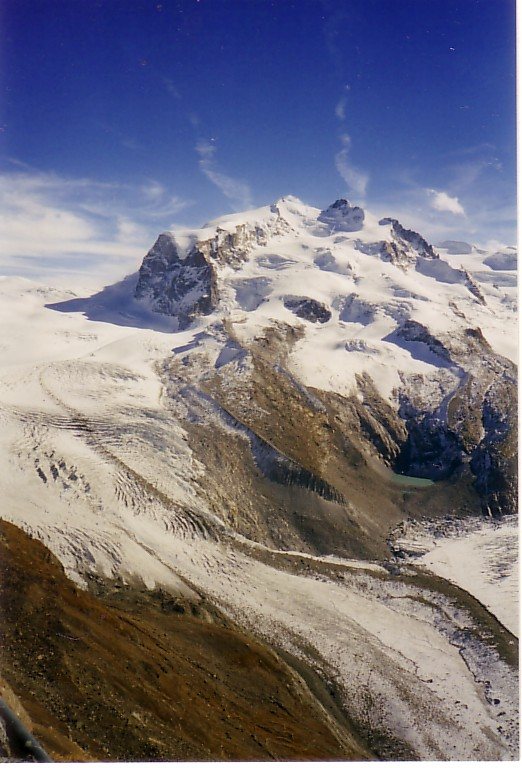
Ghiacciaio del Gorner

L'alta valle è ricoperta da ampie distese glaciali che discendono dalle Alpi Pennine, montagne che contornano la valle:
- Ghiacciaio del Gorner
- Ghiacciaio del Grenz
- Ghiacciaio di Zmutt.

## Tradizioni
La valle ha una forte tradizione walser.

## Comuni
La Mattertal include i comuni di Zermatt, Täsch, Randa, Grächen e Sankt Niklaus.

## Escursionismo ed alpinismo

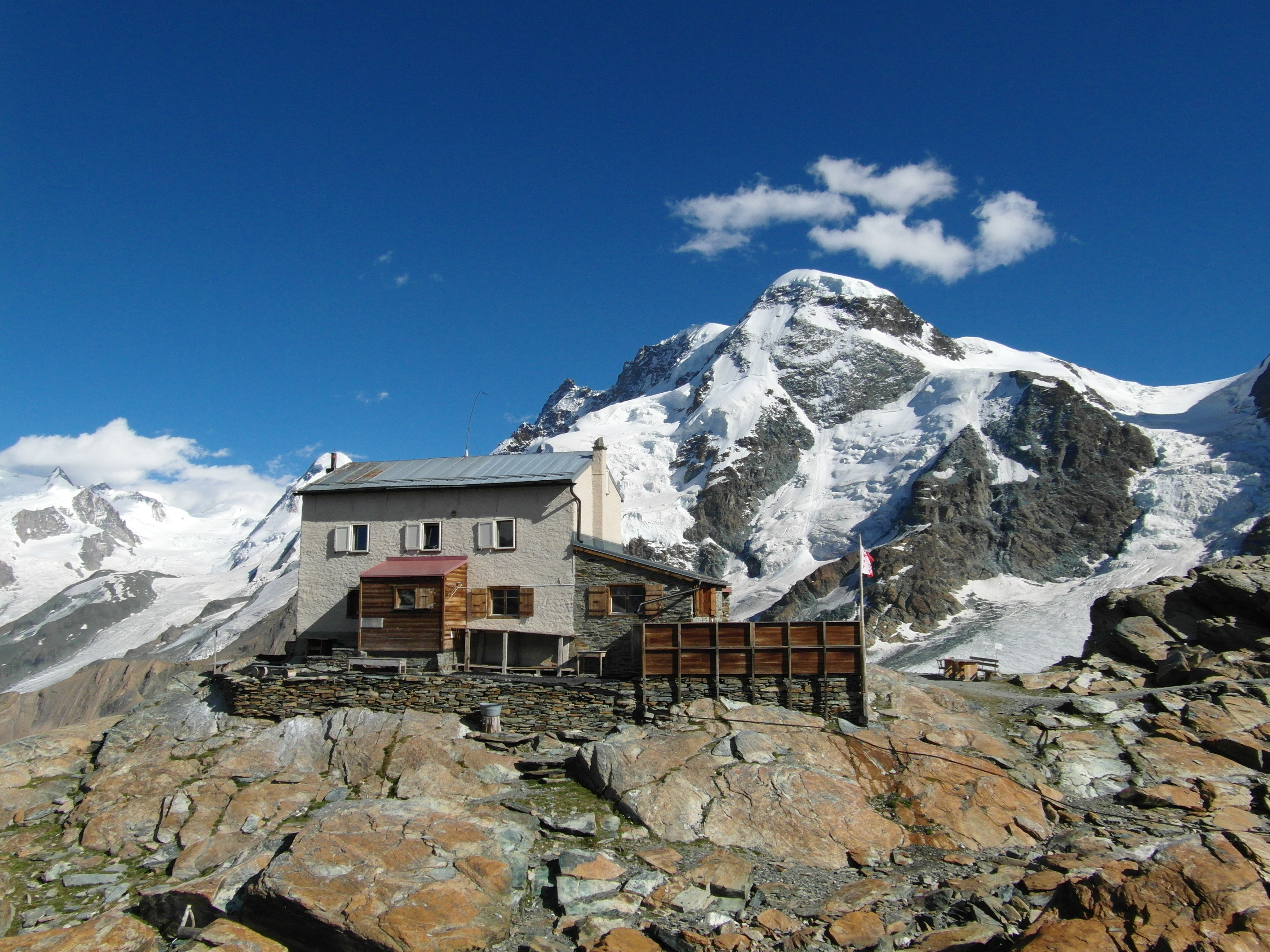
Gandegghütte

Per facilitare l'accesso alle molte vette che contornano la valle e l'escursionismo di alta quota nella valle sorgono molti rifugi alpini:
- Europahütte - 2.220 m
- Hörnlihütte - 3.260 m
- Gandegghütte - 3.029 m
- Monte Rosa Hütte - 2.795 m
- Domhütte - 2.940 m
- Täschhütte 2.701 m

La valle si trova nel percorso del tour del Monte Rosa.